# Adolf Frigyes svéd király
Adolf Frigyes (svédül: Adolf Fredrik; Gottorf, Schleswig, 1710. május 14. – Stockholm, Svédország, 1771. február 12.), Svédország királya 1751 márciusától 1771 februárjában bekövetkezett haláláig. Nagy Katalin orosz cárnő nagybátyja, a Holstein–Gottorp-ház első uralkodója volt a svéd trónon.
Adolf Frigyest gyengekezű uralkodóként tartja számon a svéd történetírás, aki azt követően lett trónörökösnek választva, hogy a parlamenti többséget adó kormánypárt, a Kalap-párt háborút vívott Oroszországgal 1741 és 1743 között. Mivel Hesseni Frigyes királynak nem voltak utódai, így a balti tartományokra irányuló vesztes területszerzési háború lezárásának egyik békepontja volt, hogy a gyermektelen svéd király örökébe az orosz trónörökös, Pjotr Fjodorovics atyai nagybátya, Adolf Frigyes lép. Amikor a király halálát követően 1751-ben trónra került, az országban az úgynevezett „szabadság kora” zajlott, a királynak csupán protokolláris szerepe volt a Riksdaggal szemben. Ezért befolyásos felesége, Poroszországi Lujza Ulrika és támogatói segítségével többször is megpróbálta visszaállítani az abszolút monarchia rendszerét – sikertelenül.
Uralkodása alatt folytatódott a belső béke időszaka a Svéd Birodalomban. Ugyanakkor a pénzügyek stagnáltak a Kalap-kormány merkantilista gazdaságpolitikája miatt, így őket az addig ellenzékben lévő Sapka-párt követte a kormányban. Az új vezetés számos reformot intézett, többek között elindult a gazdasági liberalizmus útján, egyúttal a korban egyedülálló törvényt fogadott el a sajtószabadságról. Adolf Frigyes királyt végül 1771 húshagyókeddjén, hatvan éves korában érte a halál emésztési zavar következtében, amiért túlette magát.

## Élete
Adolf Frigyes a Schleswig-Holstein-Gottorp-házból való Keresztély második fia volt. A svéd királyi családdal nagybátyján, IV. Frigyesen keresztül állt rokonságban, aki XII. Károly svéd király sógora volt.
Adolfot 1743-ban nevezték ki trónörökösnek, és I. Frigyes halála után, 1751-ben átvette az uralkodást. A koronázás ugyanebben az évben, november 26-án zajlott. Trónra lépése előtt Adolf Frigyes Lübeck hercegi bíborosa, azaz uralkodója volt. 
Népszerűségének növelése érdekében Adolf sokat utazott Svédországban, azonban a birodalmi tanácsra nem sikerült hatalmát kiterjesztenie. 1756-ban ezért Adolf felesége és az udvart pártolók egy csoportja megpróbált egy királyi puccsot végrehajtani, mely azonban nem járt sikerrel és a résztvevők közül néhányat kivégeztek. Adolf megtarthatta királyi címét, azonban befolyása csekély maradt. 
A belpolitikai helyzet egészen haláláig feszült maradt.
Adolf 1771. február 12-én halt meg egy agyvérzés után.

## Családja
Adolf 1744. augusztus 29-én feleségül vette Ulrika porosz hercegnőt, akitől négy gyermeke született:
- III. Gusztáv
- XIII. Károly
- Frigyes Adolf (1750. július 18. – 1803. december 12.)
- Zsófia Albertina (1753. október 8. – 1829. március 17.)

## Fordítás
- Ez a szócikk részben vagy egészben  az   Adolf Friedrich (Schweden) című német Wikipédia-szócikk ezen változatának fordításán alapul.  Az eredeti cikk szerkesztőit annak laptörténete sorolja fel. Ez a jelzés csupán a megfogalmazás eredetét és a szerzői jogokat jelzi, nem szolgál a cikkben szereplő információk forrásmegjelöléseként.

| Előző uralkodó: I. Frigyes | Svédország uralkodója 1751-1771 Schleswig-Holstein-Gottorp-ház | Következő uralkodó: III. Gusztáv |